# Mellankropp

En schematisk anatomisk bild av en insekt där mellankroppen är markerad med B.

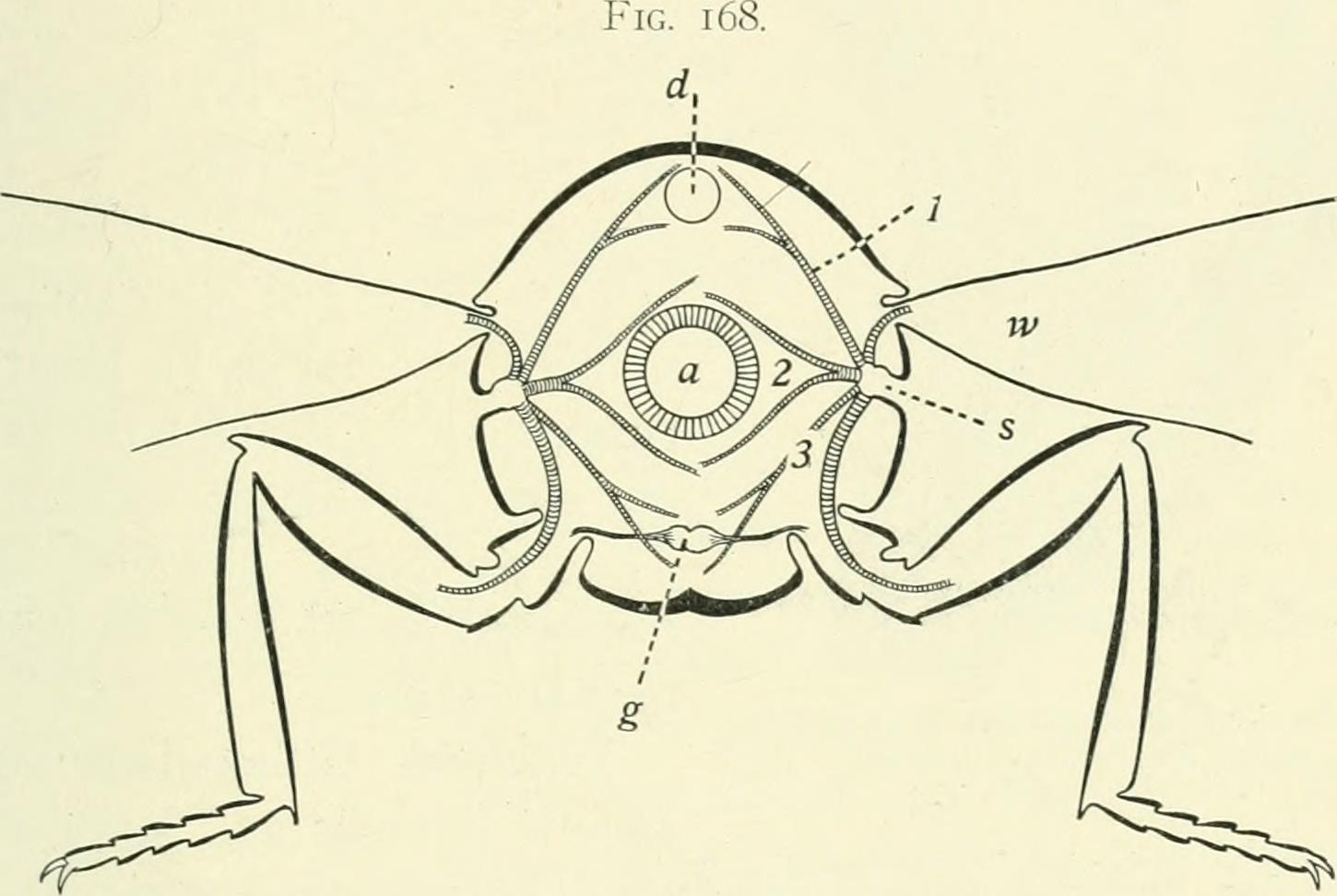
Ett tvärsnitt av thorax hos en bevingad insekt. d dorsalkärl, a matsmältingskanal, g bukgangliekedja, 1,2,3 trakéer, s spirakel (trakéöppning). Ryggsidan (mellan vingarna w) täcks av en tergit, sidorna ("mellan vingar och ben") av pleuriter, och buken ("mellan benen") av en sternit.

Mellankropp, eller thorax, är en av de tre övergripande delar som kroppen av en insekt anatomiskt uppdelas i. Det är den delen av kroppen som är mellan huvudet och bakkroppen. På mellankroppen sitter benen och vingarna. 
Mellankroppen är uppdelad i tre segment, i ordningsföljd från det första till det sista benämnda prothorax, mesothorax och metathorax. Till varje segment hör ett par ben. De två sista segmenten bär hos bevingade insekter vardera även ett par vingar (som kan vara rudimentära som hos boklöss eller ombildade som svängkolvarna hos tvåvingar). Segmentens yttre hudskelett har vart och ett en ryggplåt (tergit) och en bukplåt (sternit). På sidorna finns dessutom sidoplåtar (pleuriter). Dessa plåtar kallas med ett gemensamt namn skleriter.
Hos trollsländor är segmenten mesothorax och metathorax sammanfogade och benämns synthorax.